# گیاهان دربرابر زامبی‌ها: جنگ باغ
«گیاهان دربرابر زامبی‌ها: جنگ باغ» (انگلیسی: Plants vs. Zombies: Garden Warfare) یک بازی ویدئویی در سبک تاور دیفنس است که توسط الکترونیک آرتس و در سال ۲۰۱۴ منتشر شد. «گیاهان دربرابر زامبی‌ها: جنگ باغ» در پلت‌فرم‌های اکس‌باکس وان، اکس‌باکس ۳۶۰، و مایکروسافت ویندوز منتشر شده‌است.

## بازتاب‌ها
| گردآورنده  | امتیاز                                                            |
| ---------- | ----------------------------------------------------------------- |
| گیم‌رنکینگز | (PS4) 82.40% (PC) 77.50% (XONE) 77.18% (X360) 76.67% (PS3) 76.00% |
| متاکریتیک  | (PS4) 78/100 (PC) 78/100 (XONE) 76/100 (X360) 69/100              |

| ناشر           | امتیاز |
| -------------- | ------ |
| اج             | 5/10   |
| یوروگیمر       | 8/10   |
| گیم اینفورمر   | 6.5/10 |
| گیم رولیشن     | [ ۱۳ ] |
| گیم‌اسپات       | 7.0/10 |
| گیمز ریدار+    | [ ۱۵ ] |
| گیم‌تریلرز      | 7.9/10 |
| گیم‌زون         | 8.5/10 |
| آی‌جی‌ان         | 7.8/10 |
| جویستیک        | [ ۱۹ ] |
| پولیگان        | 8.5/10 |
| VideoGamer.com | 7/10   |
| Hardcore Gamer | 3.5/5  |